# Pražské humanitní gymnázium
Pražské humanitní gymnázium je soukromé osmileté a čtyřleté gymnázium v Praze v Nuslích.
Gymnázium má statut přidružené školy UNESCO, je součástí rodiny Dukes Education a je fakultní školou Přírodovědecké a Pedagogické fakulty UK. Zároveň získalo titul Škola udržitelného rozvoje a mezinárodní certifikát iES. Dále spolupracuje s Domem zahraniční spolupráce (DZS) na dlouhodobých, ale i krátkodobých projektech Erasmus+.

## Historie
Předchůdcem gymnázia bylo tzv. Eko gymnázium, založené v roce 1996. To v roce 2016 odkoupil podnikatel Ondřej Kania a dal mu novou podobu v podobě současného gymnázia.

## Studium
Gymnázium nabízí dva studijní obory, Všeobecné gymnázium čtyřleté (79-41-K/41) a Všeobecné gymnázium osmileté (79-41-K/81).

### Školní vzdělávací program
Škola má vzdělávací program „Vzdělávání pro 3. tisíciletí“ zpracovaný jednotně pro 8letý a 4letý obor.
"Škola se snaží žáky připravovat do jejich životů a samozřejmě také pro další studium na vysokých školách všech směrů. Absolvent Pražského humanitního gymnázia je schopný kriticky hodnotit předkládané relevantní informace, kultivovaně se prezentovat a využívat svého komplexního potenciálu na základě osvojení klíčových kompetencí a získá všechny předpoklady pro studium na vysokých školách. Absolvent PHG je zodpovědnou a sebevědomou osobností s takovým vyznávaným hodnotovým žebříčkem, který vzbuzuje v člověku pocit sounáležitosti s ostatními členy společnosti, ale také s prostředím, ve kterém žije."

### Ročníkové a seminární práce
Studenti v rámci studia zpracovávají odborné práce na jimi zvolená témata.

### Duální program
Žáci gymnázia se mohou zapsat k duálnímu programu ve spolupráci s American Academy in Prague, při jehož plnění mohou získat žáci na konci e-learningového programu American high school diploma, jenž je opravňuje ke studiu na zahraničních univerzitách v anglicky mluvících zemích.

### Školní parlament
V rámci školy funguje studentská samospráva pod jménem PHG Parlament. Ta pravidelně pořádá na škole akce včetně studentských voleb.

## Absolventi
Jiří Ovčáček (*1979) - bývalý ředitel Tiskového odboru Kanceláře prezidenta republiky.